# Armada Music
Armada Music este o casă de discuri olandeză, specializată în lansarea de muzică electronic dance, co-fondator al ei fiind Armin van Buuren.

Armada Music este o companie de înregistrări independentă din Olanda, ce a fost fondată în  iunie 2003 de Armin Van Buuren, Maykel Piron și David Lewis. Numele "Armada" a fost format din primele două litere ale numelor fiecărui dintre fondatori. În 2013, Armada Music celebrează cea de-a zecea sa aniversare. În 2009, 2010, 2011 și 2012, Armada Music a câștigat titlul de ”Cea mai bună marcă de dance din lume” (Best Global Dance Label), fiind premiată de International Dance Music Awards.

Abordarea de a combina tot ceea ce e legat de muzică într-o singură companie a atras mai multe nume de top la brand, cum ar fi; Andy Moor, BT, Chicane, Dash Berlin, Gabriel & Dresden, Hardwell, Paul Oakenfold, Paul van Dyk, Roger Shah, Markus Schulz, Matt Darey, Max Graham și York. Armada Music în distribuție are peste 25 de diferite sub-mărci reprezentând multe și diferite tipuri ale muzicii electronice.

## Sublabel-uri
| - A State of Trance - Armada Digital - Armind - Armada Deep - Armada Trice - Armada Captivating - Aropa Records - AVA Recordings - Bandung - Bits And Pieces - Captivating Sounds - Club Elite - Coldharbour Recordings - Different Pieces - Electronic Elements - Fame Recordings - FSOE Recordings | - Magic Island Records - Mainstage Music - Magda Music - Modena Records - Morrison Recordings - Organized Nature - Pilot6 Recordings - Planet Love Records - Plus 39 S.N.C. - Re*Brand - S107 Recordings - Soundpiercing - State Recordings - Vandit - Who's Afraid of 138?! - Zouk Recordings |

## Artiști
| - 16 Bit Lolitas - 2 Faced Funks - Adam Lambert - Afrojack - Alex M.O.R.P.H. - Alexander Popov - Alesso - Aly & Fila - Andrew Rayel - Andy Moor - Antillas - Arizona - Armin van Buuren - Armin van Buuren presents Gaia - Audien - Bjorn Akesson - BT - Cerf, Mitiska & Jaren - Chicane - Chris Schweizer - Christian Burns - Conjure One - Dabruck & Klein - Dj Aocrg - Da Hool - Daleri - Dash Berlin - Dimitri Vegas & Like Mike - DJ Antoine - DNS project - Emma Hewitt - Fedde le Grand - Gabriel & Dresden - Gofman & Tsukerman - Grube & Hovsepian - Hardwell - Harry Peat - Heatbeat - Ida Corr - John O'Callaghan - Jorn van Deynhoven - Klauss Goulart - KhoMha | - Maison & Dragen - Mark Sixma - Markus Schulz - Markus Schulz presents Dakota - MaRLo - Matt Darey - Max Graham - Michael S. - Mike Foyle - Milan & Phoenix - Mischa Daniels - Mr. Pit - Octagen - Omnia - Ørjan Nilsen - Paul Oakenfold - Paul van Dyk - Protoculture - Purple Stories - Ralphie B - Renvo - Rex Mundi - Roger Shah - Roger Shah presents Sunlounger - Ruben de Ronde - Shaggy (muzician) - Shogun - Signalrunners - Signum - The Space Brothers - Stefan Dabruck - Tenishia - The Blizzard - Tjalling Reitsma - Tomas Heredia - Tom Fall - Tritonal - tyDi - W&W - Way Out West - Wezz Devall - York |